# Mike MacDowel
Michael George Hartwell MacDowel era un pilot de curses automobilístiques nascut el 13 de setembre de 1932 a Great Yarmouth, Norfolk, Anglaterra.
MacDowel va participar en un únic Gran Premi de Fórmula 1, el Gran Premi de França corregut el 7 de juliol de la temporada de 1957.
En aquest GP va compartir el cotxe, un Cooper T43, amb Jack Brabham, finalitzant la cursa en setena posició, i, per tant, no va aconseguir cap punt pel campionat del món de pilots, ja que en aquells anys només puntuaven els cinc primers.
MacDowel era un corredor afeccionat i entusiàsta. Va competir en curses de muntanya des del 1968 fins passats el seu 60è aniversari.
Tant l'any 1973 com al següent 1974, MacDowel va conquerir el títol del campionat britànic de curses de muntanya.

## Resultats a la F1
| Any  | Equip              | Cotxe      | Motor             | 1   | 2   | 3   | 4      | 5   | 6   | 7   | 8   | WDC | Punts |
| ---- | ------------------ | ---------- | ----------------- | --- | --- | --- | ------ | --- | --- | --- | --- | --- | ----- |
| 1957 | Cooper Car Company | Cooper T43 | Climax Straight-4 | ARG | MON | 500 | FRA 7* | GBR | ALE | PES | ITA | -   | 0     |